# Mercedes-AMG F1 W14 E Performance
La Mercedes-AMG F1 W14 E Performance è una monoposto di Formula 1 realizzata dalla Mercedes, per gareggiare nel campionato mondiale di Formula 1 2023. La vettura è stata presentata il 15 febbraio 2023.

## Livrea
Con la W14 la Mercedes abbandona nuovamente la tradizionale livrea argentata e torna ad adottare una colorazione totalmente nera. Questa volta, diversamente dalle W11 e W12, la scelta è stata fatta per risparmiare peso sulla vettura, operazione svolta rimuovendo la vernice e lasciando il carbonio a vista. La vettura è comunque rivestita da una tinta di colore nero opaco, ma solamente sulla parte superiore della carrozzeria e per tutta la sua lunghezza, dal muso al cofano motore. La livrea presenta ancora gli inserti dovuti agli sponsor, come la doppia fascia azzurra e argentea che percorre le fiancate dal muso alle pace e i dettagli a "L" azzurri sui flap degli alettoni per Petronas e la bocca dell'airscope e la parte inferiore dei flap dell'ala posteriore rossi per Ineos. Sul cofano motore è stata mantenuta la decorazione con le stelle a tre punte del logo Mercedes-Benz e sono applicate rispetto alla W13 con un grigio più scuro. Infine rimane la dedica a Niki Lauda con un'ulteriore piccola stella a tre punte rossa collocata sotto l'airscope. I numeri di gara sono gialli per Lewis Hamilton e blu per George Russell.
L'adozione di una livrea nera, dovuta all'eliminazione della vernice, richiama la nascita delle frecce d'argento ed è inoltre un riferimento alla Sauber C12 del 1993, la quale, motorizzata da un motore costruito il collaborazione con Mercedes, aveva segnato il ritorno della casa tedesca in Formula 1 per la prima volta dal 1955.

## Carriera agonistica

### Stagione
L'avvio del campionato conferma le difficoltà della stagione precedente, con la monoposto che si attesta ai margini del podio, molto lontana — sia in qualifica che in gara — dalle posizioni di testa. Termina la stagione con la conquista del secondo posto nel mondiale costruttori alle spalle del team austriaco RedBull dopo un confronto serrato con la Ferrari.

## Piloti
| Piloti ufficiali       | Piloti ufficiali | Piloti ufficiali |
| Nazione                | Nome             | Numero           |
| ---------------------- | ---------------- | ---------------- |
| Regno Unito (bandiera) | George Russell   | 63               |
| Regno Unito (bandiera) | Lewis Hamilton   | 44               |
| Pilota di riserva      |                  |                  |
| Nazione                | Nome             | Numero           |
| Germania (bandiera)    | Mick Schumacher  | 47               |
| Danimarca (bandiera)   | Frederik Vesti   | 42               |

## Risultati in Formula 1
| Anno | Team            | Motore   | Gomme | Piloti   |   |   |     |    |   |   |   |     |    |   |   |    |    |   |     |   |      |     |   |      |   |   | Punti | Pos. |
| ---- | --------------- | -------- | ----- | -------- | - | - | --- | -- | - | - | - | --- | -- | - | - | -- | -- | - | --- | - | ---- | --- | - | ---- | - | - | ----- | ---- |
| 2023 | Mercedes AMG F1 | Mercedes | P     | Russell  | 7 | 4 | Rit | 84 | 4 | 5 | 3 | Rit | 78 | 5 | 6 | 68 | 17 | 5 | 16* | 7 | 4    | 58  | 6 | Rit4 | 8 | 3 | 409   | 2º   |
| 2023 | Mercedes AMG F1 | Mercedes | P     | Hamilton | 5 | 5 | 2   | 67 | 6 | 4 | 2 | 3   | 8  | 3 | 4 | 47 | 6  | 6 | 3   | 5 | Rit5 | SQ2 | 2 | 87   | 7 | 9 | 409   | 2º   |

| Legenda | 1º posto     | 2º posto | 3º posto    | A punti         | Senza punti/Non class.  | Grassetto – Pole position Corsivo – Giro più veloce Apice – Risultato Sprint (A punti) |
| Legenda | Squalificato | Ritirato | Non partito | Non qualificato | Solo prove/Terzo pilota | Grassetto – Pole position Corsivo – Giro più veloce Apice – Risultato Sprint (A punti) |